# 罗伯托·阿亚拉
罗伯托·法比安·阿亚拉（Roberto Fabián Ayala，1973年4月14日—）是一名已退役阿根廷足球運動員，司職後衛。世界足壇最佳阿根廷巨星之一。防守技术扎实，预判意识出众。虽然身材矮小，但拥有惊人的弹跳力。

## 生平

### 球會
艾耶拉早年曾效力於一些頂級球會，包括國內班霸河床和意大利豪門AC米蘭。自2000年投效西甲爭標分子華倫西亞後，他一直是華倫西亞的重心。他除了贏過西甲聯賽冠軍外，還於2000年和2001年連續打入歐聯決賽，不過兩次都功虧一簣。
2006年起艾耶拉早已公開表明會離開華倫西亞。与球队续约谈判破裂后，艾耶拉於2007年以自由身加盟原东家的死敌比利亞雷阿爾，不过马上自付违约金解约，再轉投規模較小的薩拉戈薩。
2010年艾耶拉加盟阿根廷竞技，2010年12月決定不與競賽會續約，並且決定掛靴。

### 國家隊
艾耶拉一直被認為是世界最佳的後防球員，國家隊方面已出場108次，曾擔任國家隊隊長。1996年亞特蘭大奧運他贏過一面銀牌；而在2004年雅典奧運，他以超齡球員身份出賽，結果贏得金牌。
2006年世界杯艾耶拉隨隊殺入八強，在八強賽本憑他取得入球領先，可惜及後被扳平，結果互射十二碼中他射失一球，使德國有機可乘，間接令阿根廷止步於八強。
2007年2月岀場阿根廷對陣法國的友誼賽之後，他取代了迭戈·西蒙尼成為阿根廷上陣次數最多的球員，並與馬納當拿同為國家隊隊長出場紀錄保持者（57次）。

## 榮譽

### 球會
河床
- 阿甲聯賽冠軍：1994

AC米蘭
- 意甲聯賽冠軍：1998-99

華倫西亞
- 西甲聯賽冠軍：2001-02、2003-04
- 歐洲足協盃冠軍：2003-04
- 歐洲超霸盃冠軍：2004

### 國家隊
- 奧運銀牌：1996
- 奧運金牌：2004

### 個人
- 歐洲足協球會最佳後衞：2000-01